# Große Romanicha (Cheta)
Die Große Romanicha (russisch Большая Романиха, Bolschaja Romanicha) ist ein 218 km langer rechter Nebenfluss der Cheta im Norden der russischen Region Krasnojarsk.

## Verlauf
Die Große Romanicha verläuft in einer weitgehend unbewohnten Tundralandschaft nördlich des Polarkreises. Sie entspringt im Nordosten des Putorana-Gebirges auf einer Höhe von etwa 300 m. Sie fließt anfangs 30 km in westlicher Richtung durch das Hochland. Anschließend wendet sie sich in Richtung Nordnordwest. Bei Flusskilometer 150 erreicht sie das Nordsibirische Tiefland am Südrand der Taimyrsenke. Die Große Romanicha durchquert in der Folge eine von kleinen Seen durchsetzte Tiefebene in nordwestlicher Richtung und entwickelt zahlreiche Flussschlingen. Bei Flusskilometer 70 trifft die Kleine Romanicha, der bedeutendste Nebenfluss, von links auf die Große Romanicha. Letztere mündet schließlich in die Cheta, der linke Quellfluss der Chatanga.

## Einzugsgebiet
Das Einzugsgebiet der Großen Romanicha umfasst etwa 5060 km². Dieses grenzt im Osten und im Süden an das der Maimetscha sowie im Westen an das der Bojarka. 